# Lasclaveries
Lasclaveries ist eine französische Gemeinde mit 248 Einwohnern (Stand 1. Januar 2022) im Département Pyrénées-Atlantiques in der Region Nouvelle-Aquitaine (vor 2016: Aquitanien). Die Gemeinde gehört zum Arrondissement Pau und zum Kanton Terres des Luys et Coteaux du Vic-Bilh (bis 2015: Kanton Thèze).
Der Name in der gascognischen Sprache lautet Claveria oder Las Claverias. Die Einwohner werden Clavériens und Clavériennes genannt.

## Geographie
Lasclaveries liegt ca. 20 km nördlich von Pau in der gascognischen Region Vic-Bilh in der historischen Provinz Béarn.
Umgeben wird der Ort von den Nachbargemeinden:
| Auriac      | Miossens-Lanusse                            |           |
| Astis       | Kompassrose, die auf Nachbargemeinden zeigt | Sévignacq |
| Saint-Armou | Barinque                                    |           |

Lasclaveries liegt im Einzugsgebiet des Flusses Adour. Der Luy de France markiert zu einem größten Teil die westliche Grenze zu den Nachbargemeinden Astis und Saint-Armou. Der Ruisseau de Cimpceü und der Ruisseau de Teulé, Nebenflüsse des Gabas, bewässern ebenfalls das Gebiet der Gemeinde.

## Geschichte
In der Gemeinde gab es ein Laienkloster, das in den Hugenottenkriegen im Jahre 1569 niedergebrannt wurde. Im 17. Jahrhundert gehörte Lasclaveries zur Gemeinde Simpceux.
Toponyme und Erwähnungen von Laroin waren:
- Las Claberies (1547, Manuskriptsammlung des 16. bis 18. Jahrhunderts),
- Las Claveries (1750, Karte von Cassini) und
- Lasclaveries (1793 und 1801, Notice Communale bzw. Bulletin des lois).[4][5][6]

### Einwohnerentwicklung

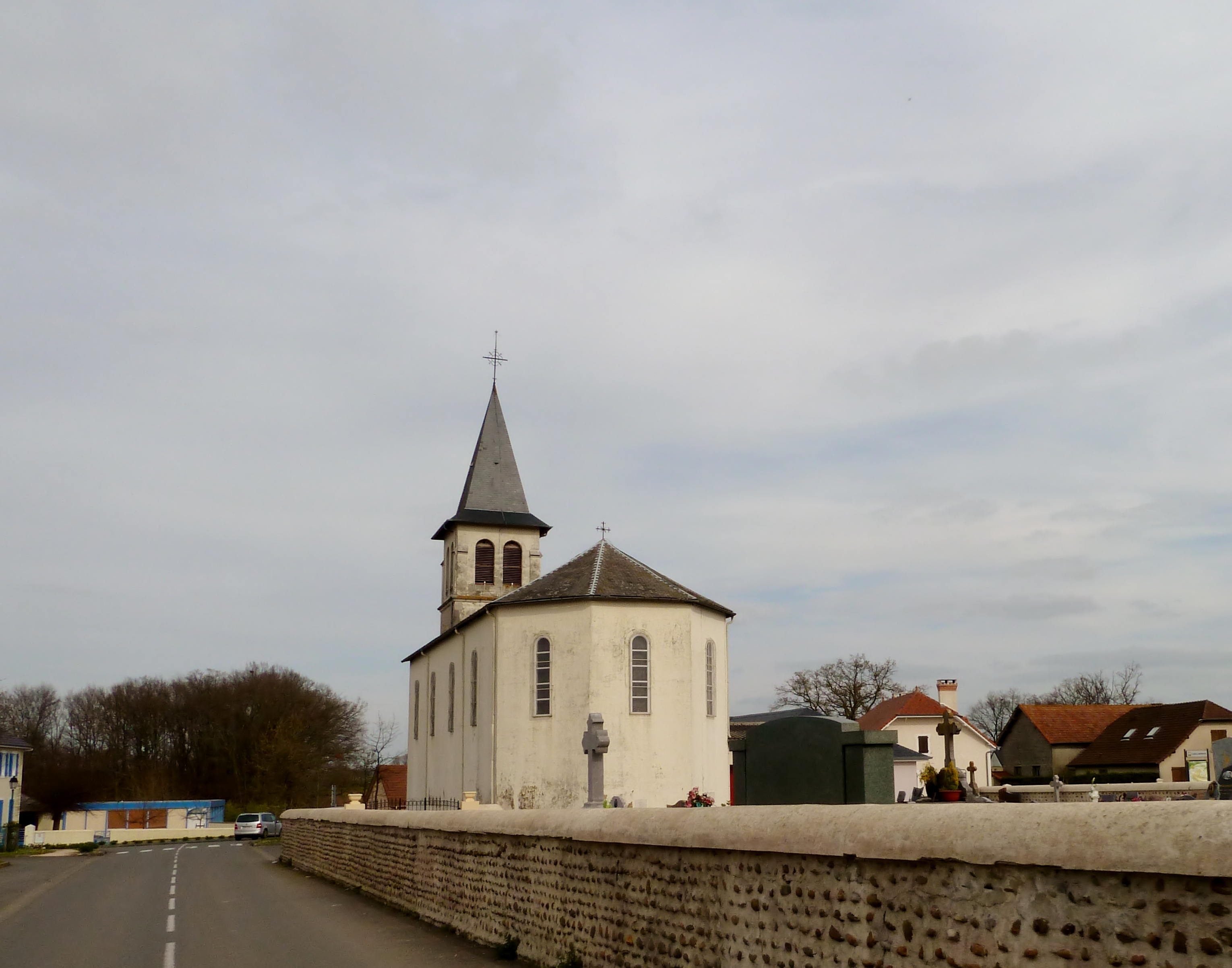
Pfarrkirche Notre-Dame de l’Assomption

Nach einem ersten Höchststand von rund 400 Einwohnern in der ersten Hälfte des 19. Jahrhunderts fiel die Einwohnerzahl gegen Mitte desselben Jahrhunderts auf ein Niveau von rund 300, nach dem Ersten Weltkrieg auf ein Niveau von rund 230 zurück. Nach dem Zweiten Weltkrieg setzte ein erneuter Rückgang bis in die 1970er Jahre auf rund 165 Einwohner ein, bevor ein Wachstum auf ein Niveau von rund 250 Bewohnern einsetzte.
| Jahr      | 1962 | 1968 | 1975 | 1982 | 1990 | 1999 | 2006 | 2009 | 2022 |
| --------- | ---- | ---- | ---- | ---- | ---- | ---- | ---- | ---- | ---- |
| Einwohner | 197  | 182  | 164  | 169  | 186  | 201  | 244  | 263  | 248  |

## Sehenswürdigkeiten
- Pfarrkirche von Lasclaveries, gewidmet Mariä Himmelfahrt. Im Ortsteil Simpceux gab es bereits eine Kirche, die der heiligen Maria geweiht gewesen war, aber 1569 von protestantischen Truppen zerstört wurde und deren Baumaterialien gegen 1888 verkauft wurden. Die Pfarrgemeinde Simpceus ist in der Karte von Cassini aus dem Jahre 1750 eingezeichnet. Die heutige Pfarrkirche von Lasclaveries wurde im letzten Viertel des 19. Jahrhunderts nach Plänen des Architekten Auguste Poeyarré errichtet und 1879 eingeweiht, wie die Inschrift auf einem Stein im Chor belegt. Der Langbau mit seinem Kirchenschiff ist nicht nach Osten orientiert. Sein Glockenturm über dem Eingangsvorbau, 1904 von Charles Abadie errichtet, besitzt einen viereckigen, mit Schiefer gedeckten Helm. Viele Ausstattungsgegenstände stammen aus dem 17. bis 20. Jahrhundert und sind als nationale Kulturgüter registriert, darunter eine Statue aus dem 19. Jahrhundert mit der Darstellung Marias mit Jesuskind und ein Altar, dessen Tabernakel aus dem Ende des 17. oder Beginn des 18. Jahrhunderts datiert.[8][9]

## Wirtschaft und Infrastruktur
Die Landwirtschaft ist traditionell der wichtigste Wirtschaftsfaktor der Gemeinde.

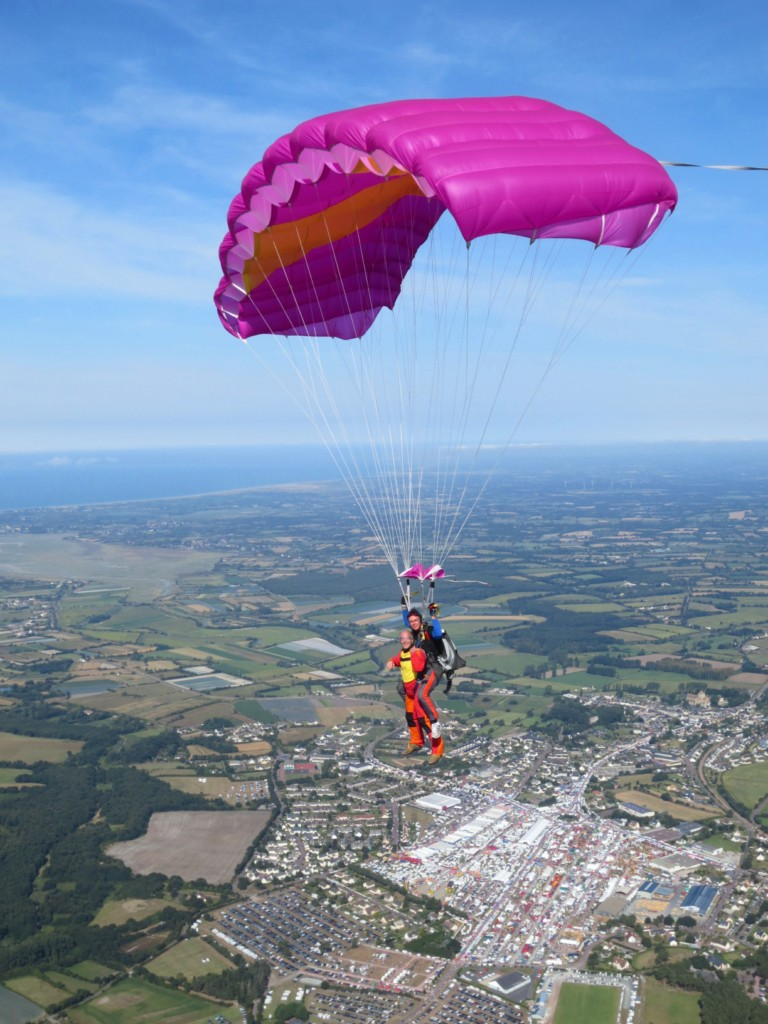
Tandemsprung

### Bildung
Die Gemeinde verfügt über eine öffentliche Grundschule.

### Sport und Freizeit
Der örtliche Fallschirmclub und einige andere Unternehmen bieten Sprünge von 4000 m Höhe, Einzelsprünge oder im Tandem, unbegleitet oder mit Anleitung an.

### Verkehr
Lasclaveries wird durchquert von der Route départementale 227.
Auf dem Gemeindegebiet befindet sich der Flugplatz Aerodrome de Lasclaveries.